# Comparsa (Moros i Cristians)
El concepte de comparsa a la festa de Moros i Cristians és una mica diferent del concepte de comparsa de la festa de carnaval. Si atenem a l'origen de la comparsa a la festa de Moros i Cristians podem comprovar que està relacionat amb el concepte de companyia, ja que part dels actes de les festes de moros i cristians en la seua modalitat valenciana en els seus orígens eren duts a terme per companyies de soldats o milícies urbanes.
Actualment el concepte de comparsa està clarament diferenciat del de companyia, tal com queda reflectit a les diferents entrades d'aquests conceptes, tant al Diccionari Normatiu Valencià, com al Dicionario de la Lengua Española.
| « | Companyia: Valencià (accepció núm.10, f. HIST./MIL):conjunt d'homens armats, mercenaris, a peu o a cavall, comandats per un capità/ (accepció núm.11, f. HIST./MIL): Del segle XIII al XVIII, unitat de les milícies urbanes o rurals. Castellano /acepción nº 5, f. Mil):unidad de infantería de ingenieros o de un servicio, mandada normalmente por un capitán y que casi siempre forma parte de un batallón | » |

| « | Comparsa: Valencià (accepció núm.4, f. ESPECT): grup de persones que, vestides o disfressades de la mateixa manera, participen en una festa pública o en una processó. (accepció núm.5, f. ETNOL): En les festes de Moros i Cristians, filada. Castellano (acepción nº 2, f.): grupo de personas que ataviadas de forma similar, frecuentemente con intención jocosa o sarcástica, participan en una fiesta popular. | » |

A la Comunitat Valenciana les comparses s'anomenen filades, o filà, en singular.
Es tracta d'unes entitats autònomes, regides per uns estatuts (en els quals es recull la seva organització interna, composta com a mínim per un president, un secretari, un tresorer, vocals i altres funcions que, en el cas de les filades o comparses poden ser: cuiner , assessor musical, contractista, cronista de la filada, etc) i que estan, en la majoria dels casos, registrades com a associacions culturals sense ànim de lucre. A més hi ha comparses o filades tant per al bàndol moro com per al cristià.
Així, les comparses de moros i cristians, o filades, es constitueixen com a grups de festers que representen un aspecte, un punt històric a través dels seus atributs, vestimentes, forma de desfilar o d'entendre la festa, els seus ritmes, els seus acompanyaments musicals, els seus balls i coreografies... tot tracta de donar-los una identitat pròpia que a més reafirmen amb el nom que tenen, encara que de vegades es produeixen curiosos anacronismes, com el cas de les comparses anomenades contrabandistes, pirates, sevillans, toreros...
Els noms més usuals dins de les comparses o filades cristianes són: contrabandistes, pirates, bandolers, sevillans, andalusos, cordovesos, corsaris, bucaners, masers (comparses cristianes que reuneixen els relacionats amb el món de l'agricultura: pagesos, valencians ...), templers, garibaldins, espanyolets, tonmassins, terços, mosqueters...
Per la seva banda les comparses o filades mores solen denominar-se: Tuaregs, Marrocs (Marrakesch, Marràquets), Veduïns i Negres (Negres Zulues, Guàrdia Negra)...

## Història
La primera vegada que apareix el concepte de comparsa a les festes de Moros i Cristians està documentada per a les festes de Biar de 1752. Aquesta cita és de vital importància per posar en relleu canvis que estaven esdevenint a la festa durant el segle XVIII, com que els alardos eren actes duts a terme per gent del poble en comptes de per companyies de soldats o milícies urbanes, de manera que la festa perdia l'adscripció militar.
En la variant valenciana de la festa de moros i cristians, les comparses es coneixen amb el nom en valencià de filades, en singular filada. Així queda reflectit al Diccionari Normatiu Valencià, on queda reflectida l'equiparació de comparsa i filada:
| « | filada: 2.f. ETNOL. En les festes de Moros i Cristians, conjunt de persones que participen en les desfilades sota un mateix nom i amb el mateix vestit. Una filada d'almogàvers. 3.f. ETNOL. Local social on es reunixen per a assajar i per a divertir-se els membres d'una filada. 4.f. ETNOL. En les festes de Moros i Cristians, grup de persones que desfilen muscle a muscle formant una filera al so de la música. | » |

L'origen del terme filada, segons els estudiosos, està relacionat amb la indústria tèxtil que era el motor econòmic de gran nombre de les localitats on se celebraven aquestes típiques festes de la Comunitat Valenciana. Aquesta hipòtesi es veu reforçada pel fet de ser Alcoi en primer terme i un gran nombre de poblacions veïnes després, les que van emprar de forma similar els termes de comparsa i filada, guanyant terreny i quedant-se al final com a terme usual filada davant comparsa. La idea és considerar la relació existent entre el procés manufacturer del taller tèxtil. Així, una filada representaria el conjunt de persones que formen una unitat, igual que una fila de mantes que es produïen a partir d'una mateixa "partida" de matèria primera. Així, els components d'una filada anaven i formaven tots plegats i iguals. També relacionat amb el món tèxtil, però posant èmfasi en les eines emprades, com la llançadora, assimilant els fils als membres de la filada, i la llançadora al capità de l'esquadra, que els dirigeix per obtenir un pas compassat i rítmic, opinió defensada per Jordà Cerdà.
Altres autors consideren que el nom de filada té el seu origen en "fila" o filera, ja que els participants a les festes desfilen colze a colze, avançant al mateix pas, formant una recta filera compassada a la música que acompanya la seva desfilada. Encara que aquesta hipòtesi és la menys acceptada ja que històricament la forma de desfilar ha anat evolucionant, de manera que en els seus orígens, no es desfilava igual que actualment, ja que la formació de les comparses i la seva forma de desfilar per exemple el 1862 a Alcoi, recollit en el seu reglament, era en parelles en dues files verticals paral·leles, recollit a l'article 14, pàgina 50v.